# Alina Lysenko
Alina Lysenko (en ruso: Алина Лысенко; 17 de mayo de 2003) es una deportista rusa que compite en ciclismo en la modalidad de pista. Ganó una medalla de bronce en el Campeonato Europeo de Ciclismo en Pista de 2025, en la prueba de velocidad individual.

## Medallero internacional
| Campeonato Europeo | Campeonato Europeo       | Campeonato Europeo | Campeonato Europeo   |
| Año                | Lugar                    | Medalla            | Competición          |
| ------------------ | ------------------------ | ------------------ | -------------------- |
| 2025               | Heusden-Zolder (Bélgica) | Medalla de bronce  | Velocidad individual |